# Clematis dolichopoda
Clematis dolichopoda là một loài thực vật có hoa trong họ Mao lương. Loài này được Brenan mô tả khoa học đầu tiên năm 1949.